# Бірлік (Саркандський район)
Бірлі́к (каз. Бірлік) — село у складі Саркандського району Жетисуської області Казахстану. Входить до складу Саркандської міської адміністрації.
У радянські часи селище називалося Пролетарій або Пролетарський Труд.
Населення — 597 осіб (2021; 542 у 2009, 656 у 1999).